# (189011) Ogmios
(189011) Ogmios – planetoida z grupy Amora, należąca do obiektów NEO. (189011) Ogmios okrąża Słońce w ciągu 1 roku i 307 dni w średniej odległości 1,51 j.a. Została odkryta 8 lipca 1997 roku w programie ODAS. Nazwa planetoidy pochodzi od Ogmiosa, w mitologii celtyckiej boga uczonych, uosobienie elokwencji i zdolności przekonywania. Przed nadaniem nazwy planetoida nosiła oznaczenie tymczasowe (189011) 1997 NJ6.